# Чантэк (орангутан)
Чантэк (19 декабря 1977 года — 7 августа 2017 года) — самец орангутана, рождённый в Национальном исследовательском центре приматов Эмори, расположенном в Атланте, штат Джорджия. Прославился благодаря своему необычайно развитому интеллекту и способностью общения на амслене, а также ходил на занятия в университете.

## Биография
Родился в Национальном исследовательском центре приматов Эмори (Йеркса), в возрасте девяти месяцев, в девять месяцев переведён в университет Теннесси (Чаттануга).
Воспитанием и обучением Чантэка занимались антропологи Лин Майлз и Энн Сауткомб. От Майлз он научился своим первым словам, коими были «еда» и «пить (вода)». Энн Сауткомб уже имела опыт общения с приматами, так как участвовала в процессе обучения одного из горилл-компаньонов Коко. Ею Чантэк был приучен к туалету.
Чантэк воспитывался подобно человеческому ребёнку, но иногда отводилось специальное время, когда он мог заниматься типичными для орангутана занятиями. Иногда ему поручали выполнять задания вроде сбора игрушек или сдачи экзаменов по знанию амслена, за успешное выполнение которых он получал «деньги» (с их назначением использовались стальные шайбы).
Девять лет своей жизни Чантэк проживал в специальном трейлере на территории кампуса учебного заведения, регулярно ходя на занятия. Но после инцидента с нападением на студентку он был перемещён обратно в исследовательский центр на одиннадцать лет.
По словам его опекунов, при их посещении Чантэка тот постоянно просил взять ключи от машины и отвезти его домой.
В конце концов в 1997 году он был направлен в Атлантский зоопарк, где проживал с специальном вольере с деревьями, что позволяло ему заниматься свободной брахиацией.
7 августа 2017 года Чантэк умер от болезни сердца в возрасте 39 лет.

## Интеллектуальные способности
За всё время жизни Чантэк смог выучить около 150 слов на амслене, а также немного понимал устную английскую речь. Чантэк отличался особым интеллектом, благодаря которому он обладал хорошей ориентацией в пространстве и мог вспоминать события, произошедшие много лет назад. Имел интерес к изобразительному искусству, отмечалась любовь к рисованию.
Чантэк был достаточно креативным в плане придумывания новых обозначений и редко использовал местоимения, отдавая предпочтения собственному наименованию предметов. К примеру, раствор для контактных линз он называл «глазным напитком», а одного из своих друзей он прозвал «Дэйв-Без-Пальца».
Чантэк демонстрировал способность к самосознанию, используя зеркало для умывания.